# Esfandiar Baharmast
Esfandiar Baharmast (11 de março de 1954) é um ex-árbitro estadunidense. Apitou na Copa do Mundo de 1998.